# Аполлоний (скульптор из Афин)
Аполло́ний, сын Нестора — скульптор, живший в I в. до н. э., родом из Афин. 

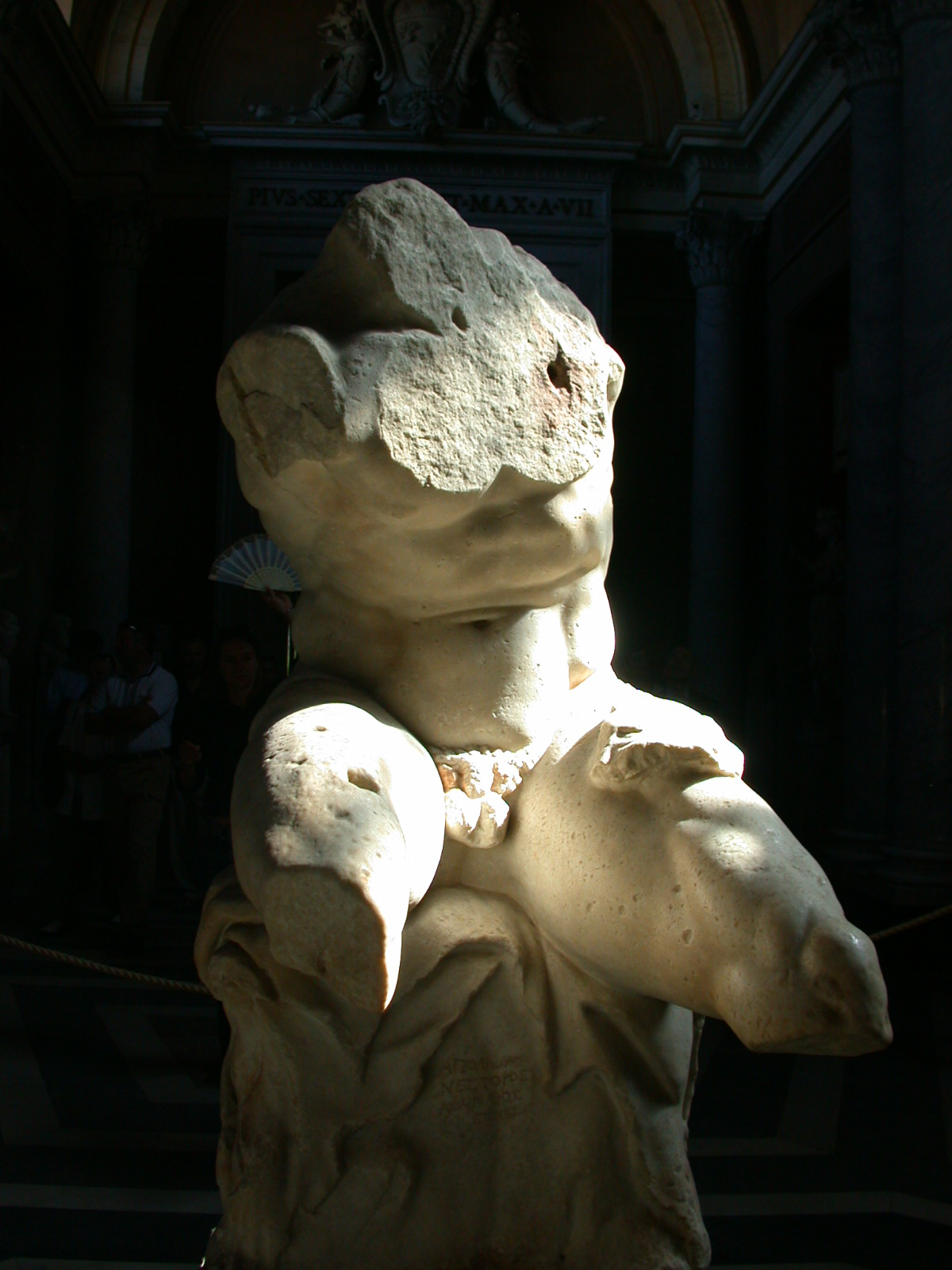
Бельведерский торс

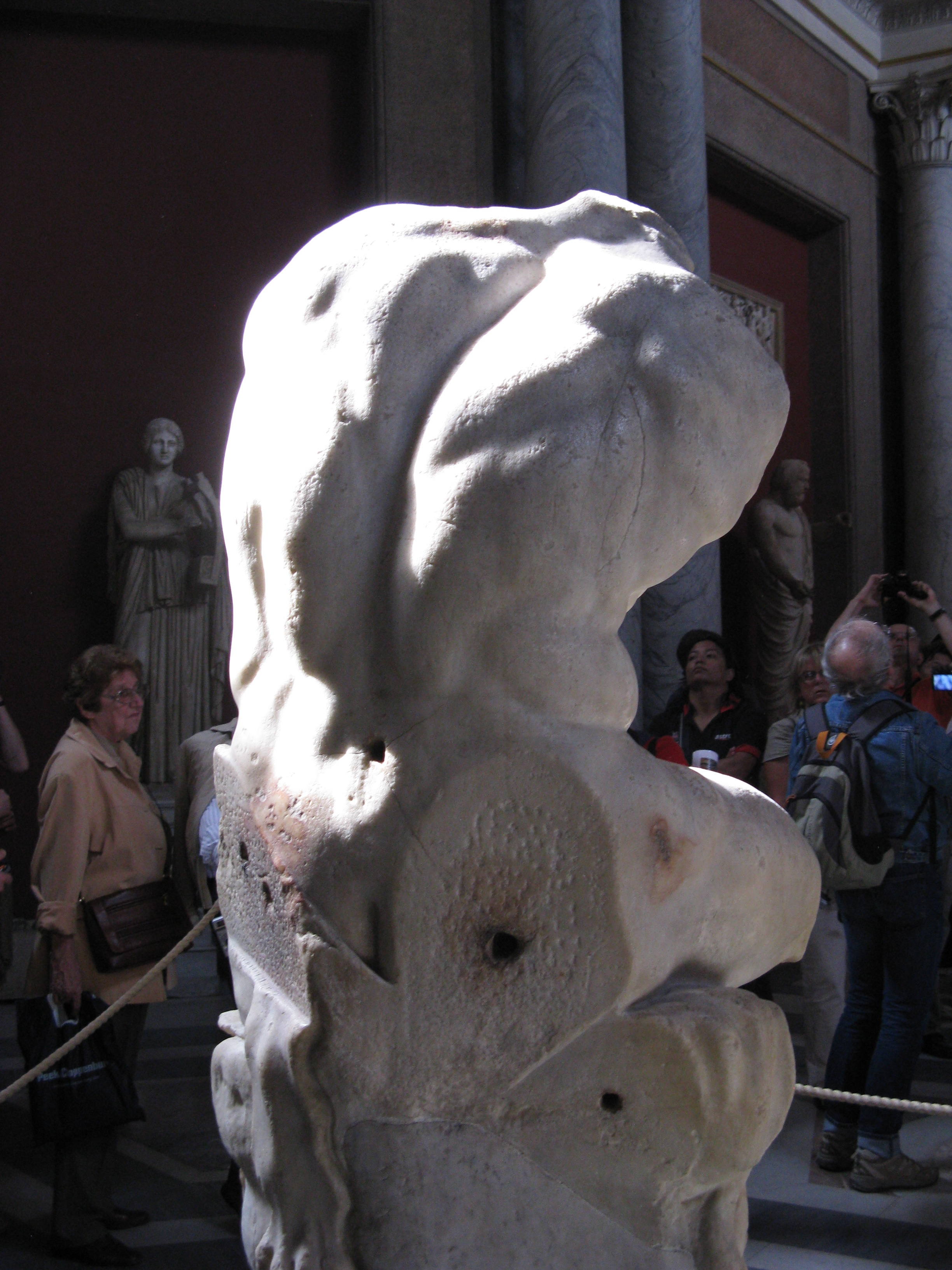
Бельведерский торс

Аполлоний известен двумя скульптурами. От мраморной статуи сохранился фрагмент, известный под названием «Бельведерского торса». Традиционное название скульптуры (Torso di Belvedere), найденной в самом начале XVI века, дано по первому месту её экспозиции — террасе дворца Бельведер в Ватикане. Статуя и сейчас экспонируется в Музее Пия-Климента. Мужчина атлетического сложения сидит на камне, на котором высечено имя скульптора: Аполлоний, сын Нестора, из Афин. Принято считать, что скульптура изображает отдыхающего Геркулеса, согласно другим трактовкам это Дионис, Марсий или страдающий Филоктет. Копии торса, представленные во многих музеях мира, активно использовались в классической системе обучения рисунку. Отмечается влияние торса на многих художников, в частности Микеланджело. Первое обстоятельное описание торса было сделано И. И. Винкельманом.
Вторая сохранившаяся работа — бронзовая статуя кулачного бойца, которая  находится в Национальном музее Рима (с 2000 года в Палаццо Массимо-алле-Терме). Скульптура изображает бойца со всеми натуралистичными подробностями — сломанным носом, шрамами от ударов, разорванными ушами. Боец имеет гипертрофированную мускулатуру, на руках у него перчатки с металлическими вставками, на которых имеется сигнатура мастера. Историки искусства, отмечая высокое техническое мастерство скульптора, в целом относят его творчество к так называемой неоаттической школе, характеризуемой чертами вторичности и подражательности.